# 루미큐브

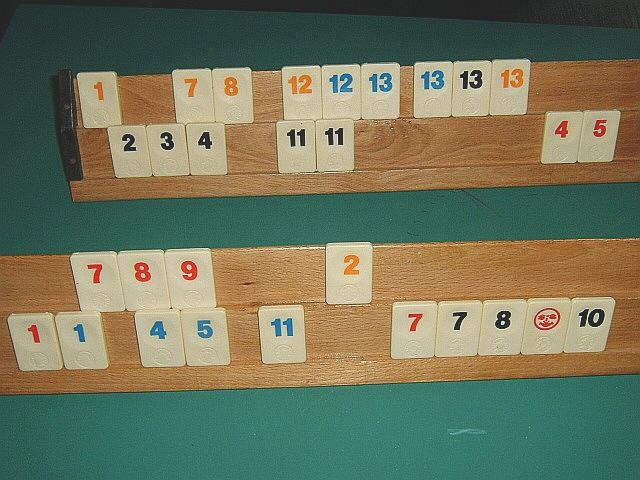
받침대에 올린 타일들

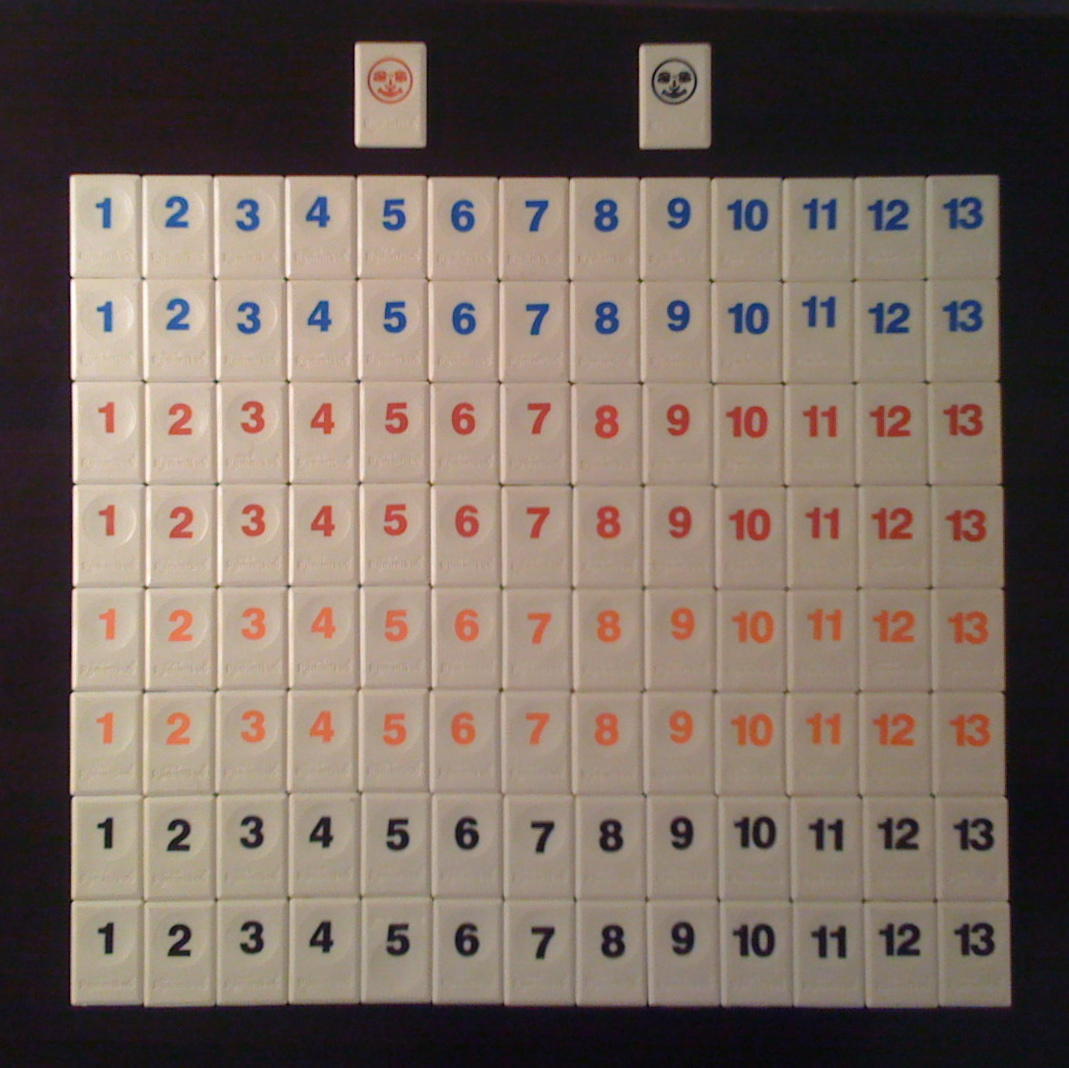
전체 타일 나열

루미큐브는 타일기반 보드게임으로 1930년대 초에 루마니아 출생인 유대인 Ephraim Hertzano가 러미, 마작의 요소를 섞어 이스라엘에서 만들었다. Rummikub, Rummycube 따위로 팔리고 있으며, 오래전에 나온 만큼 다양한 형태(클래식, 보이저, 트래블 등등)로 개발되어 나오고 있다. 모바일 어플을 통해서 온라인 루미큐브를 즐길 수 있다.
1977년, 루미큐브는 미국에서 가장 많이 팔리는 게임이 되었다.

## 구성
타일
루미큐브는 다음과 같은 106개의 타일을 사용한다
- 조커 -
- 파랑 - … ×2
- 빨강 - … ×2
- 주황 - … ×2
- 검정 - … ×2

(타일) 랙
받침대 위에 가지고 있는 타일들을 세워놓지만, 루미큐브 xxl 같은 경우는 두께와 무게가 있기 때문에 받침대를 쓰지 않는다.
테이블
타일을 조합하는 자리를 말하며, 가운데 공동으로 놓인다.

## 놀이방법
2-4인용으로 각각 처음 받게되는 14개의 타일을 가지고 시작한다. 자신이 가지고 있는 타일들을 테이블 위에 규칙에 따라서 조합하고 내려놓는데, 이를 통해 가지고 있던 타일들을 모두 내려놓고 소진하는 사람이 이기는 것이다.
- 등록과 세트를 규칙에 따라 만든 다음 패를 털어낸다.
- 가벼운 타일을 가지고 이어붙인다.
- 족보는 없지만 타일 세 개를 완성패로 잇거나 붙인다.
- 조합은 타일을 자유롭게 움직이며 이루어진다.

### 규칙
타일을 테이블에 내려놓는 것은 다음의 조건에 따라 배열해야 한다.
Run은 같은 색깔에 연속되는 3개 이상의 숫자 조합을 말한다.(이음패)
Group은 다른 색깔에 같은 값의 3 또는 4개의 숫자 조합을 말한다.(붙임패)
일단 등록을 마치면 테이블 위에 있는 모든 타일들에 대하여 해체한 뒤 위 규칙에 따라 얼마든지 재배열을 할 수 있다. 단, 차례를 넘길 때 테이블 위의 모든 타일들이 규칙에 따라 배열되어 있어야만 한다. 그 가운데 하나라도 어긋나면 벌칙을 받는다.
 ＋  
⇒  －  － 
다음과 같이 재배열할 때, 3개를 만들지 못하면 벌칙을 받는다.
 ＋  ⇒  －  (× 벌칙)

### 등록
테이블에서 패를 조합하기 앞서 등록이란 절차를 거쳐 패를 세팅해야 한다. 처음 등록은 다음과 같은 조건이 붙는다.
1. 자신이 가지고 있는 타일만으로 해야만 한다.
2. 타일값이 반드시 30이상이 되어야만 한다.(타일값은 타일에 새겨진 숫자.)

 또는  +  ≥ 30

### 조커
조커는 숫자패가 아닌 타일을 말하는데, 대개 얼굴이 그려진 형태다. 조커는 타일색과 무관하게 배열에 있어 모든 색상과 모든 값에 쓰일 수 있다. 그리고 조커의 결합에 따른 배열을 어떻게 처리하냐에 따라서 놀이 방법이 달라지기도 한다.
조커는 대개 타일값으로 30이나 50의 값을 가지며, 이 값은 점수 계산에 사용한다.

## 벌칙
- 타일을 하나도 내려놓지 못하고 차례를 마칠 경우 타일 더미에서 타일을 하나 가져와야 한다.
- 자신의 차례를 넘길 때 내려놓아진 타일들이 제대로 배열되어 있지 못하다면, 처음 상태로 되돌린다음 타일 더미에서 타일을 셋 가져와야 한다.

## 마침
가장 먼저 자신이 가진 타일들을 모두 내려놓는 사람이 승자 곧 루미가 된다. 그 다음 나머지 사람들에게 남겨진 타일렉의 타일값이 가장 적은 사람을 차위로 한다. 루미를 제외한 사람들은 자신의 타일값 만큼 점수를 빼야 하며, 이를 루미에게 넘겨준다. 또는 패배시 패배한 사람의 타일의 합이 같을 경우 가지고 있는 타일 수가 많은 사람이 패배로 정해지며, 그렇게 여러 판을 거듭한 뒤 가장 점수가 높은 사람이 최후의 승자가 된다.

### 나머지
(아주 드문 경우)만약 타일 더미에서 타일을 다 써버렸는데도 불구하고 모든 사람이 패조합을 할 수 없는 경우가 발생한다면 가지고 있는 타일값이 가장 적은 사람이 이긴다. 또, 더블--같은 색 같은 값--을 세쌍
이상 가지고 있다면 게임을 다시 시작하도록 요청할 수 있다.

## 수상
- 1980년 슈필데스야레스(독일의 올해의 게임상)[3]
- 1983년 Spel van het Jaar(네덜란드의 올해의 게임상)
- 1993년 Gra Roku(폴란드의 올해의 게임상)

## 갤러리

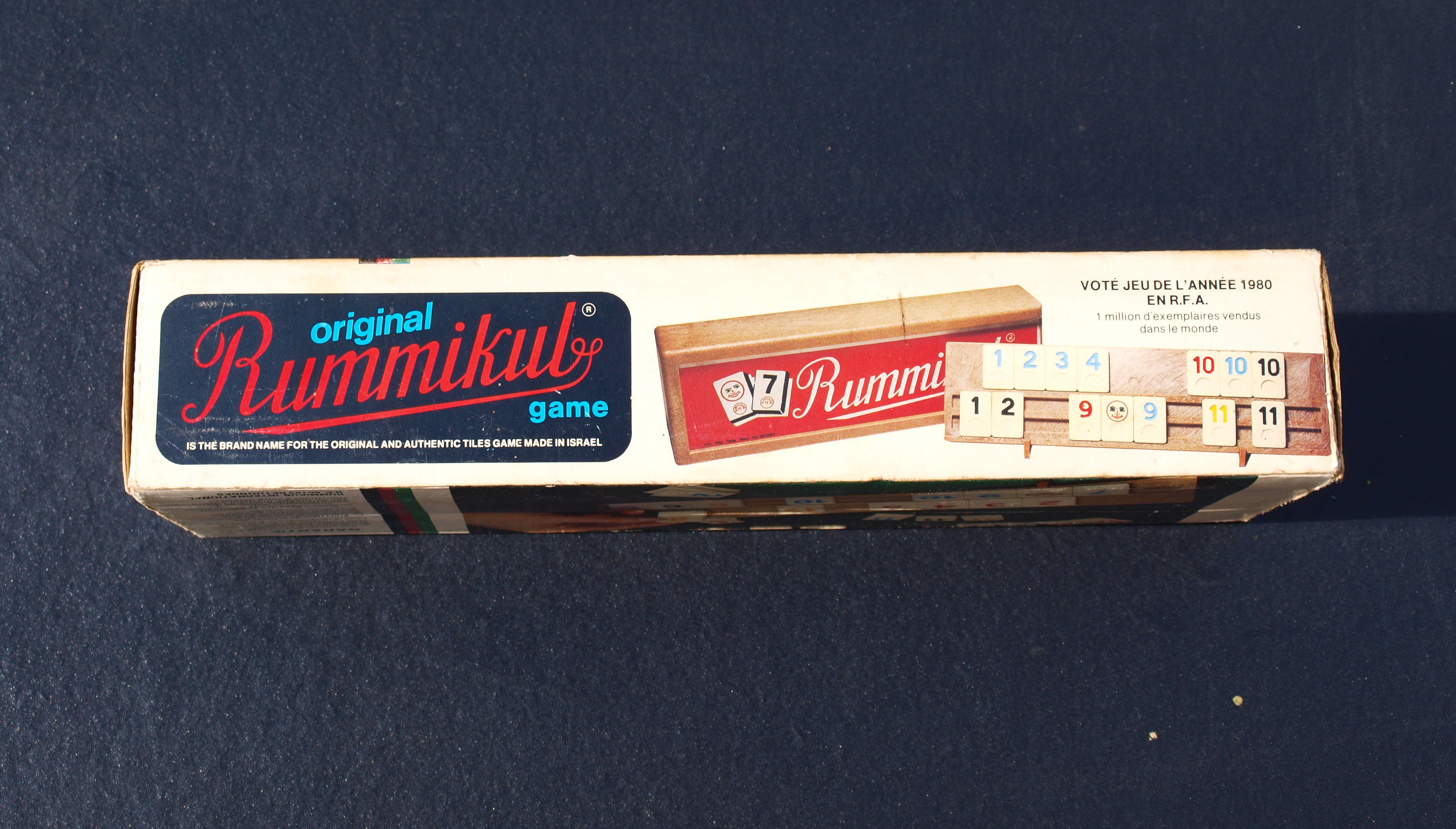
루미큐브 상자
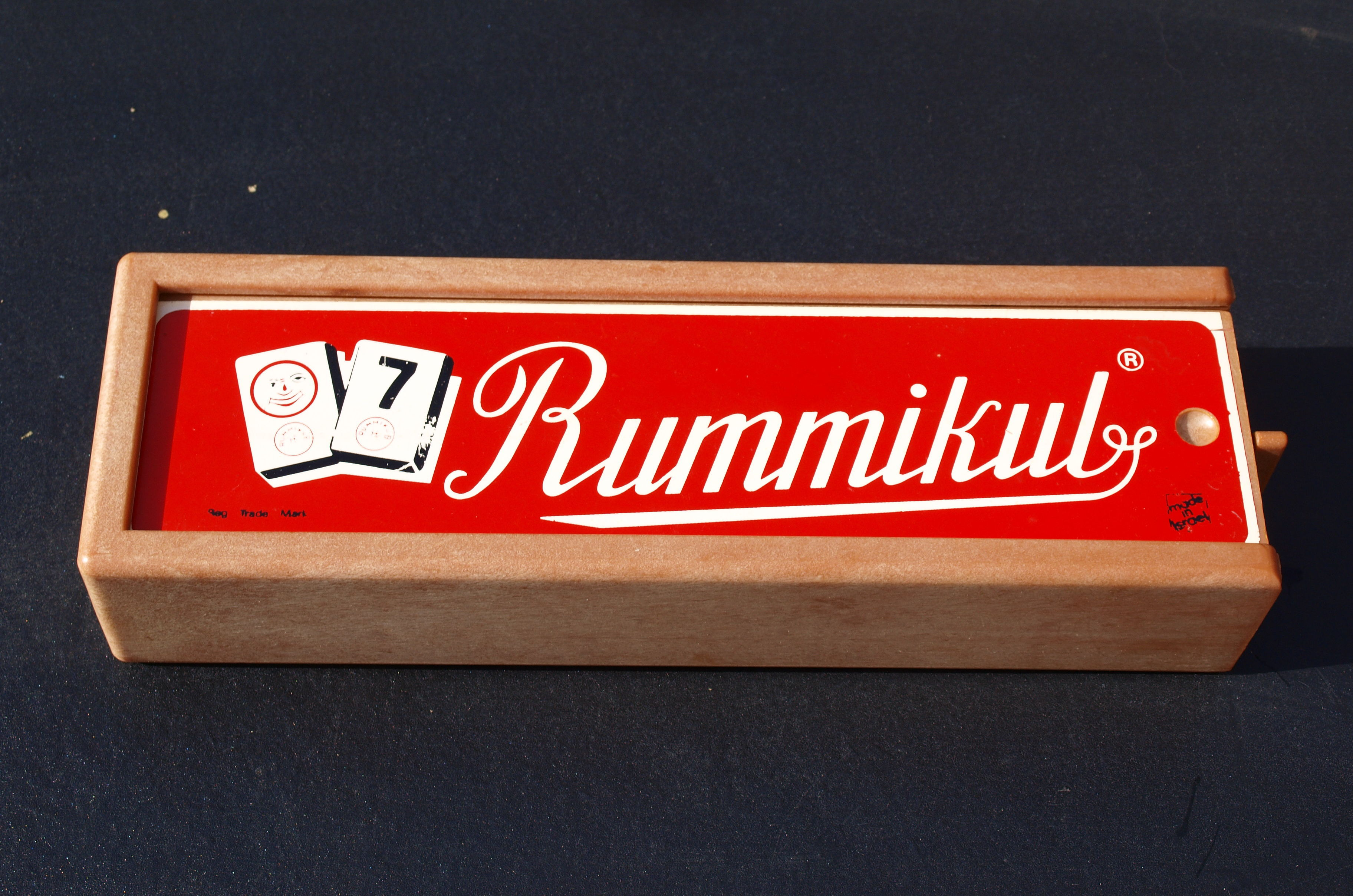
루미큐브 구성상자

## 관련 게임
터키의 전통 보드 게임인 Okey도 루미큐브 타일을 이용해서 둘 수 있다. 